# Haim (band)
Haim er et amerikansk indierockband fra Los Angeles i Californien. Bandet består af de tre søstre Danielle Haim (guitar og sang, født 16. februar 1989) og Este Arielle Haim, (el-bas og sang, født 14. mars 1986) og Alana Haim (guitar, keyboards og sang, født 15. december 1991). Bandet har tidligere haft trommeslageren Dash Hutton med.
Gruppen udgav sit debutalbum Days Are Gone den 30. september 2013.
Haim optrådte på Roskilde Festival i 2014 og 2022.

## Diskografi
- Days Are Gone (2013)
- Something to Tell You (2017)
- Women in Music pt III   (2020)